# John Bedell
Pour les articles homonymes, voir Bedell.
John Alfred Bedell, né le 13 décembre 1880 à Baldwin et mort le 20 décembre 1950 à Newark, est un coureur cycliste sur piste américain.

## Biographie
Il est le fils de Parmenus Bedell et de Sarah J Abrams et le frère ainé de Menus Bedell, lui aussi coureur,.
À partir de 1902, lui et son frère Menus  participent à plusieurs reprises aux Six Jours de New York et deviennent populaire au Madison Square Garden.  En 1903, il court les Six jours de New York avec son frère ; il est victime d'un chute occasionnée par Henri Contenet et doit être hospitalisé,.
Il participe aux Jeux olympiques de 1904 et gagne l'épreuve du mile pour les professionnels, non reconnue comme olympique.
En février 1908, il bat le record des 10 miles professionnels à Boston. Avec Menus, ils font une tournée en Europe, en mai, et s'essayent au demi-fond en Allemagne. En juin de la même année, au vélodrome de Newark, lors de la course de tandem où lui et Floyd Krebs sont alignés contre Fogler et Walter Bardgett, Bedell chute et se fracture la clavicule.
Il participe aux Championnats du monde de cyclisme sur piste en 1912 en demi-fond professionnels. Aux Six jours de New York 1912, il est battu au sprint final par Walter Rütt.
Il court encore en tandem avec son frère en 1922,.

## Palmarès

### Championnats des États-Unis
- 1903
  - 3e du championnat des États-Unis de vitesse[13]
- 1904
  - 2e du championnat des États-Unis de vitesse[14]
- 1906
  - 3e du championnat des États-Unis de vitesse

### Six jours
- 1905
  - 2e des Six Jours de New York, associé à Menus Bedell

- 1910
  - 3e des Six Jours de Buffalo, associé à Menus Bedell

- 1912
  - 2e des Six Jours de New York, associé à Worth Mitten
  - 3e des Six Jours de Boston, associé  Ernie Pye[15]